# Sebastian Jørgensen
Sebastian Vinther Jørgensen, född 8 juni 2000, är en dansk fotbollsspelare som spelar som högerytter i allsvenska klubben Malmö FF.